# 南爱沙尼亚语
南爱沙尼亚语（lõunaeesti kiil），或称南爱沙尼亚语方言群，通行于爱沙尼亚东南部，包括四个方言或变体：塔尔图方言、穆尔吉方言（Mulgi）、沃罗方言和塞托方言。在学术上其地位并无定论，有些语言学家认为南爱沙尼亚语是爱沙尼亚语的一种方言，而有些则认为其是芬兰语支之下的一门独立的语言。利沃尼亚语灭绝后，它是芬兰语支中最南端的语言。南爱沙尼亚语在很大程度上能跟现代标准爱沙尼亚语互通，但是从历时上来说，南北爱沙尼亚语是芬兰语支中两个不同的分支。
现代标准爱沙尼亚语是在爱沙尼亚北部的方言群中演化而成的。但是从17至19世纪在爱沙尼亚南部就已经用一种介于塔尔图南部方言和沃罗北部方言的标准形式出版了文学作品，这个标准形式被称为塔尔图爱沙尼亚语或南爱沙尼亚书面语。这个标准书面语曾通行于沃罗和塔尔图方言区内的学校、教会及法庭里，但没有在塞托或穆尔吉方言区内使用过。
沃罗语是南爱沙尼亚各语言中发展最为完善的语言，因此，在南爱沙尼亚语的现代变体中，通常仅将沃罗语列为单独语言（其与爱沙尼亚语书面语言区别最大，并且被国际标准化组织识别为另一种语言，语言代码vro）。穆尔吉和塔尔图语言变体仍被视为方言。它们位于北爱沙尼亚语言区和南爱沙尼亚语言区的边界，也受到了北爱沙尼亚语方面的许多影响，并且已经处于从南爱沙尼亚语中心地区的南爱沙尼亚语特征最为明显的沃罗语向标准爱沙尼亚语自然过渡的过程中。而塞托语则通常视为沃罗语的方言，或者两者统称为“沃罗-塞托语”。
南爱沙尼亚语的变体也曾经在拉脱维亚北部的莱武（Leivu）语言岛（莱武次方言）、拉脱维亚东部的卢齐（Lutsi）语言岛（卢齐次方言）以及俄罗斯普斯科夫州的塞托地区和克拉斯纳（Kraasna）语言岛（克拉斯纳次方言）通行过。

## 名称

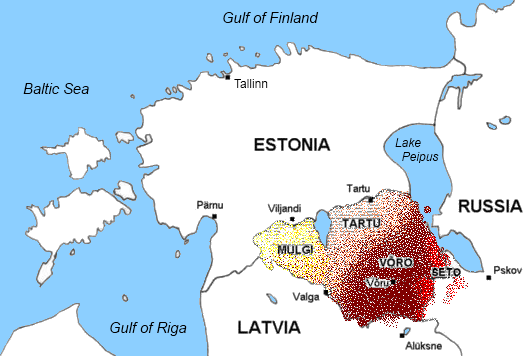
当代南爱沙尼亚语的分布范围

“南爱沙尼亚语”这一术语主要被应用于语言学、文学研究、文化研究等领域以及在官方层面（例如爱沙尼亚国家语言发展计划层面）中作为南爱沙尼亚各语言的统一名称。传统的方言学研究中则称之为“南爱沙尼亚方言群”。南爱沙尼亚各语言的使用者基本上都会使用更为具体的名称：沃罗语、塞托语、塔尔图语或穆尔吉语。同样的用法也见诸于媒体中。
鉴于塞托语在语言学层面大体上被视为沃罗语的变体，因而有时也会使用“沃罗-塞托语”的名称。
在爱沙尼亚，南爱沙尼亚语有时（主要在1990年代初）也被称为Ugandi语、Ugala语或沃罗-塞托语。Ugandi语的名称来源于古Ugandi地区，对应这一地区的是目前塔尔图方言和沃罗方言的使用区域，Ugandi语这一名称主要用于这两种方言或其书面语。Ugala的名称则来源于Ugandi和Sakala这两个古代地区的合称，使用这一名称时则包含了穆尔吉方言。沃罗-塞托语的合称则强调了两者的一致性。上述名称都没有被较为广泛地使用。

## 历史
南爱沙尼亚语被认为是芬兰语支最古老的语言之一，是最早从原始芬兰语中独立出来的语言之一，甚至芬兰语言学家佩卡·萨马拉赫蒂认为它可能是原始芬兰语中分离出来的第一个语言。随着接触不断紧密，这一语言随后变得愈为接近北爱沙尼亚语，但是在语法和词汇方面一些古老的区别也被保留至今。
19世纪时，南爱沙尼亚语（塔尔图语）作为书面语的使用与北爱沙尼亚语（塔林语）几乎有着平等的地位。1886年曾出版南爱沙尼亚语版的《圣经新约》（Wastne Testament），但是全本的《圣经》是后来用北爱沙尼亚语出版的。北爱沙尼亚语最终被作为爱沙尼亚的统一书面语，因此南爱沙尼亚语的地位下降。
2000年，在爱沙尼亚文化部的管理下建立了“南爱沙尼亚语言与文化”（Lõunaeesti keel ja kultuur）国立计划，用以支持南爱沙尼亚语的保护与发展。

## 现状

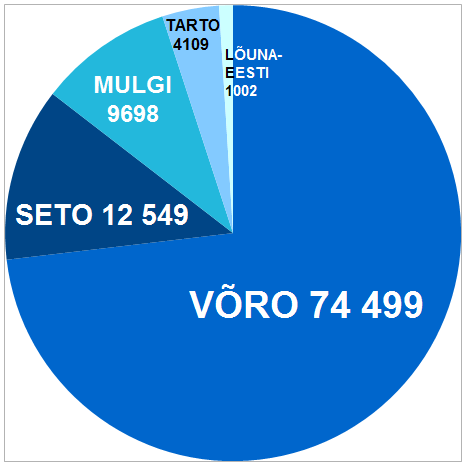
2011年的爱沙尼亚人口普查中各方言/变体的使用者人数

南爱沙尼亚语在1980年代后期起开始得到振兴。现在一些著名的剧作家、诗人及作者用南爱沙尼亚语进行创作。在各个方言或语言变体中，沃罗语的推广及新的文学标准最为成功。然而穆尔吉方言和塔尔图方言的使用者人数却所剩不多。在2011年的爱沙尼亚人口普查中，有101,857人说南爱沙尼亚语，其中87,048人说沃罗语（包括12,549人说塞托语），9,698人说穆尔吉方言，4,109人说塔尔图方言，另外有1,002人没有详细说明他们说的是哪种方言/变体。

## 示例
主祷文（老式的塔尔图南爱沙尼亚书面语）：
对比现今的南爱沙尼亚书面语（沃罗语）：
对比标准爱沙尼亚语：